# Complexe variëteit
In differentiaalmeetkunde, een deelgebied van de meetkunde, is een complexe variëteit een variëteit met een atlas van kaarten naar de open eenheidsschijf in Cn, zodanig dat de overgangsafbeeldingen holomorf zijn.
De term complexe variëteit wordt zowel gebruikt voor een complexe variëteit in bovenstaande zin (een integreerbare complexe variëteit) alsook voor een bijna complexe variëteit.

## Implicaties van de complexe structuur
Aangezien holomorfe functies veel strikter zijn dan gladde functies, hebben de theorieën van gladde en complexe variëteiten zeer  verschillende smaken: compacte complexe variëteiten staan veel dichter bij algebraïsche variëteiten dan bij differentieerbare variëteiten.
De inbeddingstelling van Whitney vertelt ons bijvoorbeeld dat elke gladde variëteit kan worden ingebed als een gladde deelvariëteit van Rn, dit terwijl het "zeldzaam" is dat een complexe variëteit een holomorfe inbedding "into" Cn heeft. Denk bijvoorbeeld aan de compacte verbonden complexe variëteit M: elke holomorfe functie er op is vanwege de stelling van Liouville lokaal constant. Als wij nu een holomorfe inbedding van M "into" Cn hadden, dan zouden de coördinerende functies van Cn zich tot niet-constante holomorfe functies op M beperken, wat in strijd is met de compactheid, behalve in het  geval dat M een gewoon punt is. Complexe variëteiten, die kunnen worden ingebed in Cn, worden Stein-variëteiten genoemd en vormen een zeer speciale klasse van variëteiten, waaronder bijvoorbeeld de gladde complexe affiene algebraïsche variëteiten.
De classificatie van complexe variëteiten is veel subtieler dan die van differentieerbare variëteiten. Terwijl in andere dimensies dan vier, een gegeven topologische variëteit bijvoorbeeld hooguit een eindig aantal gladde structuren heeft, kan een topologische variëteit, die een complexe structuur draagt vaak onaftelbaar veel complexe structuren dragen. Riemann-oppervlakken, twee dimensionale variëteiten uitgerust met een complexe structuur, die topologisch worden geclassificeerd door hun genus, zijn een belangrijk voorbeeld van dit fenomeen. De verzameling van complexe structuren op een gegeven oriënteerbaar oppervlak, modulo biholomorfe gelijkwaardigheid, vormt zelf een complexe algebraïsche variëteit genaamd die de moduliruimte wordt genoemd. Onderzoek naar de structuur daarvan blijft een gebied van actief onderzoek.
Aangezien de transitieafbeeldingen tussen kaarten biholomorf zijn, zijn in het bijzonder complexe variëteiten glad en canoniek georiënteerd (niet alleen oriënteerbaar: een biholomorfe afbeelding op (een deelverzameling van) Cn geeft een oriëntatie, aangezien biholomorfe afbeeldingen oriëntatie-bewarend zijn).

## Voorbeelden van complexe variëteiten
- Riemann-oppervlakken.
- Het cartesisch product van twee complexe variëteiten.
- Het inverse beeld van elke niet-kritieke waarde van een holomorfe afbeelding.

### Gladde complexe algebraïsche variëteiten
Gladde complex algebraïsche variëteiten zijn complexe variëteiten, waaronder:
- Complexe vectorruimten.
- Complexe projectieve ruimten[2], CPn.
- Complexe Grassmannianen.
- Complexe Lie-groepen, zoals GL(n, C) of Sp(n, C).

Op gelijke wijze zijn de quaternionische analoga van deze ook complexe variëteiten.

### Enkelvoudige samenhang
De enkelvoudig samenhangende 1-dimensionale complexe variëteiten zijn isomorf aan hetzij:
- Δ, de eenheidsschijf in C
- C, het complexe vlak
- Ĉ, de Riemann-sfeer

Merk op dat er insluitsels tussen deze zijn
Δ ⊆ C ⊆ C, maar dat er als gevolg van de stelling van Liouville geen niet-constante afbeeldingen in de andere richting bestaan.

## Voetnoten
1. ↑  Men moet gebruikmaken van de open eenheidsschijf in Cn als modelruimte in plaats van Cn, omdat deze, in tegenstelling tot reële variëteiten, niet isomorf zijn.
2. ↑  Dit betekent dat alle complexe projectieve ruimten oriënteerbaar zijn, dit in tegenstelling tot het reële geval